# Auguste-Joseph Tolbecque
Auguste-Joseph Tolbecque, född 1801 i Hanzinne, Namur, död 1869, var en belgisk violinist. Han var far till Auguste Tolbecque.
Tolbecque ingick i Pariskonservatoriet 1816 och blev Rodolphe Kreutzers elev i violinklassen. Han erövrade flera belöningar och lät med framgång höra sig på konserter. År 1824 ingick han som förste violinist i Parisoperans orkester. Sedermera utbytte han denna befattning mot en liknande vid Her Majesty's Theatre i London.